# Alarm (naprava)
Alarmi su naprave čija je zadaća upozoravanje na neka najčešće neželjena stanja. Okružuje nas mnoštvo različitih alarma, svjetlosnih, zvučnih, vibrirajućih, ili u obliku elektroničke informacije i sl., i to od upozorenja na preniske temperature do previsoke, upozorenje na prisutnost raznih plinova, dima, SOS dojave ili dojavljivanje kritičnih vrijednosti pri praćenju stanja pacijenta u bolnici, zatim susrećemo protuprovalne i protuprepadne alarme i sl. Najčešći oblik alarma, i zbog toga najčešća asocijacija na pojam alarmnih uređaja jesu upravo protuprovalni uređaji koji svjetlosno i zvučno, te raznim telefonskim, IP, radio ili GSM, GPRS, 3G dojavama uzbunjuju čuvare ili vlasnike neke imovine.